# Diócesis de Londres (antigua)
La diócesis de Londres (en latín: Dioecesis Londoniensis y en inglés: Diocese of London) fue una circunscripción eclesiástica de la Iglesia católica en el Reino Unido. Se trataba de una diócesis latina, sufragánea de la arquidiócesis de Canterbury. Por el Acta de Supremacía del Parlamento de Inglaterra del 8 de mayo de 1559 fue convertida en la diócesis de Londres de la Iglesia de Inglaterra.

## Territorio y organización

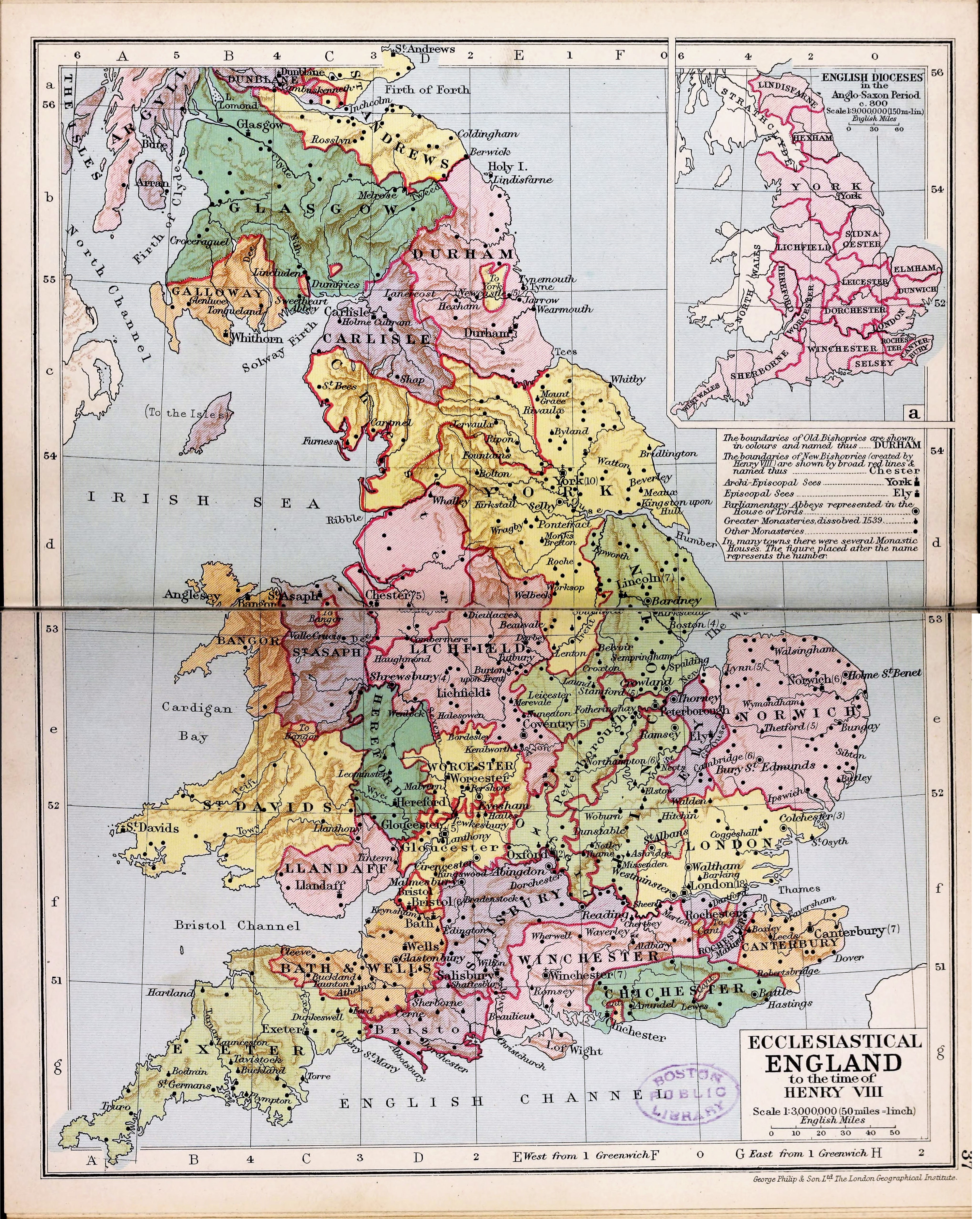
Mapa de las diócesis de Inglaterra

La diócesis extendía su jurisdicción sobre los fieles católicos de rito latino residentes inicialmente en el Reino de Essex en la actual Inglaterra.

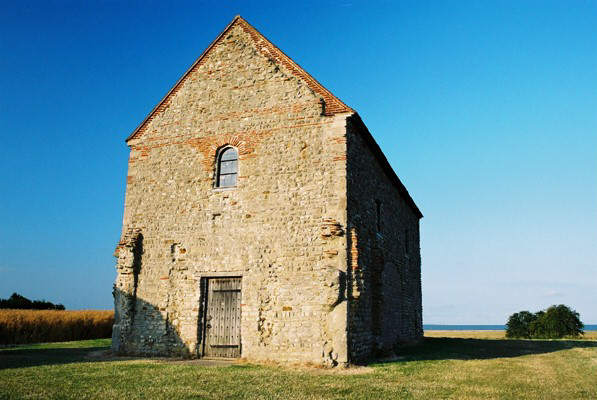
Capilla de Saint Peter-on-the-Wall, antigua catedral monástica de Ythanceaster (Othona)

La sede de la diócesis se encontraba en la ciudad de Londres en donde se hallaba la Catedral de San Pablo, que desde la Reforma anglicana perteneció a la Iglesia de Inglaterra y fue destruida en el Gran incendio de Londres entre el 2 y el 5 de septiembre de 1666. En su lugar se erigió la actual Catedral anglicana de San Pablo.
En 1217 la diócesis estaba dividida en 10 decanatos rurales, reducidos a 8 en 1291: Camps, Harston, Shingay, Bourn y Papworth, Chesterton, Cambridge, Ely y Wisbech. Esta división todavía estaba vigente en la época de la Reforma del siglo XVI. Incluía aproximadamente 150 parroquias: 150 fueron registradas en 1217, 154 en 1254 y 152 en 1561.
En el territorio diocesano había varias abadías y monasterios. Los benedictinos tenían la abadía de Thorney, fundada en la segunda mitad del siglo X. Los benedictinos tenían cuatro comunidades: la abadía de Chatteris (siglo XI) y los prioratos de St Redegund en Cambridge, Ickleton y Swaffham Bulbeck (todos del siglo XII). Los agustinos poseían tres prioratos: Barnwell, una de las fundaciones más antiguas de la orden en Inglaterra, fundada en 1112; Anglesey, erigido hacia 1212; y Spinney, también de las primeras décadas del siglo XIII. Cambridge también albergó residencias de los franciscanos y carmelitas.
En el territorio de la diócesis también estaba situada la famosa Universidad de Cambridge.

## Historia
Londinium (nombre latino de Londres) ya era un obispado en la época romana. El único obispo documentado de este período es Restitutus, presente en el año 314 en el Concilio de Arlés, Francia. La tradición menciona los nombres de otros obispos, sin confirmación histórica. Dado el papel de Londres como capital general de la Britania romana, al igual que las demás provincias del Imperio romano, es bastante probable, aunque no hay pruebas, que en aquellos primeros tiempos la sede fuera una metrópolis.
La llegada de los anglos, sajones y jutos después de mediados del siglo V puso fin a las estructuras cristianas en toda la isla. Fue el papa Gregorio Magno, a finales del siglo VI, quien se encargó de evangelizar a los nuevos pueblos que habían llegado a Britania, enviando un grupo de misioneros liderados por el monje Agustín (en 596).
Tras la evangelización del Reino de Kent y la conversión de su rey Ethelberto (Pascua de 601), Agustín recibió la orden de establecer su sede en Londres, que, según el papa Gregorio, se convertiría en sede metropolitana. Sin embargo, el traslado a la antigua Londinium resultó impracticable, ya que la ciudad formaba parte de otro reino anglosajón, el de Essex, cuyo rey aún era pagano. Por lo tanto, Agustín elevó la capital de Kent, Canterbury, a su sede metropolitana.
Un sobrino de Ethelberto reinó en Essex. Favoreció la introducción del cristianismo en su reino. En 604 se erigió la segunda diócesis anglosajona, la de Londres, confiada a un discípulo y compañero misionero de Agustín, san Melito, quien se apresuró a construir la Catedral de San Pablo cerca de los restos del foro romano. Sin embargo, a la muerte del rey se produjo un retorno del paganismo, lo que puso en apuros la misión y la joven diócesis de Londres: el obispo Melito tuvo que refugiarse en la Galia.
Alrededor de 654, el nuevo rey Siegberto fue bautizado por Finan, abad-obispo de Lindisfarne. A partir de ese momento, la misión en el reino de Essex se consolidó con la llegada del nuevo obispo Ceda, quien, sobre los restos del antiguo asentamiento romano de Othona, construyó un monasterio llamado en anglosajón Ythanceaster, estableciendo aquí su sede episcopal.
En 1075 se celebró un importante concilio provincial en Londres, seguido de otro concilio provincial en 1102.

### Reforma anglicana
Luego de que el 23 de marzo de 1534 el papa Clemente VII excomulgara el rey Enrique VIII a causa de su divorcio de Catalina de Aragón, el 3 de noviembre de 1534 el Parlamento de Inglaterra aprobó el Acta de Supremacía de 1534
mediante la cual se declaraba que el rey era «only supreme head in earth of the Church of England, called Anglicana Ecclesia», acto formal mediante el cual la Iglesia católica de Inglaterra entraba en cisma con la Santa Sede, transformándose en una Iglesia nacional independiente. El 18 de diciembre de 1534 aprobó además la Ley de Traición que castigaba con la pena de muerte a quienes no aceptaran el Acta de Supremacía. El Parlamento de acuerdo con Enrique VIII emitió los Seis Artículos en agosto de 1539, por los que se mantuvo la liturgia católica-romana tradicional casi sin cambios en las doctrinas y prácticas de la nueva Iglesia nacional independiente de Inglaterra.
En la diócesis de Londres continuó como obispo John Stokesley, quien se opuso a todos los cambios en las doctrinas de la Iglesia, permaneciendo hostil a la Biblia inglesa y luchó por mantener los siete sacramentos, santuarios y peregrinaciones tradicionales. Stokesley fue un acérrimo oponente del luteranismo y muy activo en la persecución de herejes. Falleció el 8 de septiembre de 1539 y en su lugar fue nombrado Edmund Bonner el 20 de octubre de 1539, partidario de los cambios introducidos por el rey, tanto que Enrique VII, tras el cisma, lo había querido obispo de Hereford y luego de Londres (incluso contribuyó, junto con el obispo de Winchester, al De vera oboedentia, en el que se afirma que la única obediencia debida, incluso en el ámbito religioso, es la del rey).
Tras la muerte de Enrique VIII el 28 de enero de 1547 lo sucedió su hijo Eduardo VI. Durante su reinado la Iglesia de Inglaterra llegó a ser teológicamente protestante. En Londres continuó como obispo Edmund Bonner, quien tuvo desacuerdos con los regentes calvinistas de Eduardo VI, por lo que fue destituido de su sede el 1 de abril de 1549 y en su lugar nombrado Nicholas Ridley el 1 de abril de 1550. 
Tras la muerte de Eduardo VI el 6 de julio de 1553 ascendió al trono la católica María I Tudor, quien por ley del Parlamento del 12 de noviembre de 1554 derogó el Acta de Supremacía y luego se abolió toda la legislación religiosa aprobada contra el papado a partir de 1529. El obispo Nicholas Ridley fue de inmediato encarcelado en la Torre de Londres al asumir María I en julio de 1553. Luego de ser juzgado, fue condenado a morir en la hoguera por herejía y ejecutado el 16 de octubre de 1555. Edmund Bonner fue restituido de inmediato a su sede el 5 de septiembre de 1553, considerando su privación como inválida y a Ridley como un intruso. Restauró vigorosamente el catolicismo en su diócesis y no tuvo reparos en someterse a la jurisdicción papal, de la que había renunciado. 
El 17 de noviembre de 1558 falleció la reina María y fue sucedida por Isabel I, quien con otra Acta de Supremacía del 8 de mayo de 1559 restauró la independencia de la Iglesia anglicana y rompió definitivamente con la Santa Sede. El obispo Bonner se negó a jurar el acta de supremacía y fue destituido por la nueva reina el 29 de mayo de 1559 y encarcelado el 30 de mayo de 1559. Fue el último obispo de Londres en comunión con la Santa Sede y falleció el 5 de septiembre de 1569. La diócesis de Londres pasó a ser parte de la Iglesia de Inglaterra y el 22 de junio de 1559 fue nombrado Edmund Grindal iniciando la lista de obispos anglicanos de la diócesis de Londres.

## Episcopologio

### Obispos brito-romanos de Londinum
- Theanus †
- Eluanus †
- Cadar †
- Obinus †
- Conanus †
- Palladius †
- Stephanus †
- Iltutus †
- Theodwinus †
- Theodredus †
- Hilarius †
- Restitutus † (mencionado en 314)
- Guitelinus †
- Fastidius †
- Wodinus †
- Theonus †

### Obispos de Londres

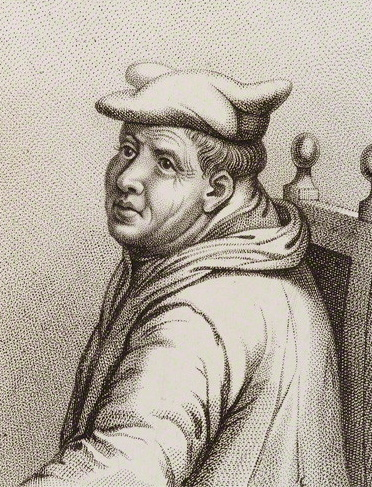
Edmund Bonner, último obispo católico de Londres

- San Melito † (604-24 de abril de 624 falleció)
  - Sede vacante (624-656)
- San Ceda † (circa 656-26 de octubre de 664 falleció)
- Wine † (666-674 falleció)
- San Earconwald † (674 consagrado-30 de abril de 693 falleció)
- Waldhere † (693-?)
- Ingwald † (antes de 731-744 o 745 falleció)
- Ecgwulf † (mencionado en 747)
- Wigheah † (mencionado en 754)
- Eadberht †
- Eadgar † (mencionado en 789)
- Coenwealh †
- Eadbald †
- Heathoberht † (?-circa 802 falleció)
- Osmund † (803-antes de 816 falleció)
- Aethelnoth † (mencionado en 816)
- Ceolberht † (antes de 830-?)
- Deorwulf †
- Swithwulf † (circa 861-?)
- Heahstan † (?-circa 898 falleció)
- Wulfsige † (903-904)
- Aethelweard †
- Ealhstan † (después de 926-?)
- Theodred † (938-955)
- Wulstan †
- Brihthelm † (?-958 falleció)
- Dunstan † (958-959 nombrado arzobispo de Canterbury)
- Oelfstan † (960-996)
- Wulfstan † (996 consagrado-1002)
- Aelfhun † (mencionado en 1012)
- Aelfwig † (después de 1015-antes de 1035 falleció)
- Aelfweard † (?-25 de julio de 1044 falleció)
- Robert di Jumièges † (1044 consagrado-1051 nombrado arzobispo de Canterbury)
- Guglielmo il Normanno † (1051 consagrado-1075 falleció)
- Hugh d'Orevalle † (1075-12 de enero de 1085 falleció)
- Maurice † (1085-26 de septiembre de 1107 falleció)
- Richard de Beaumis I † (26 de julio de 1108 consagrado-16 de enero de 1128 falleció)
- Gilbert Universalis † (22 de enero de 1128 consagrado-10 de agosto de 1134 falleció)
  - Sede vacante (1134-1141)
- Robert de Sigello † (1141 consagrado-1150 falleció)
- Richard de Beaumis II † (28 de septiembre de 1152 consagrado-4 de mayo de 1162 falleció)
- Gilbert Foliot † (24 de marzo de 1163-18 de febrero de 1188 falleció)
- Richard FitzNeal † (31 de diciembre de 1189 consagrado-10 de septiembre de 1198 falleció)
- William of Saint Mère Eglise † (23 de mayo de 1199-25 de enero de 1221 renunció)
- Eustace of Fauconberg † (25 de abril de 1221 consagrado-31 de octubre de 1228 falleció)
- Roger Niger † (10 de junio de 1229 consagrado-29 de septiembre de 1241 falleció)
- Fulk Basset † (16 de diciembre de 1243-20 de mayo de 1259 falleció)
- Henry Wingham † (15 de febrero de 1260 consagrado-13 de julio de 1262 falleció)
- Henry of Sandwich † (27 de mayo de 1263 consagrado-12 de septiembre de 1273 falleció)
- John Chishull † (29 de abril de 1274 consagrado-8 de febrero de 1280 falleció)
- Richard Gravesend † (11 de agosto de 1280 consagrado-9 de diciembre de 1303 falleció)
- Ralph Baldock † (1 de febrero de 1306-24 de julio de 1313 falleció)
- Gilbert Segrave † (25 de noviembre de 1313 consagrado-18 de diciembre de 1316 falleció)
- Richard Newport † (15 de mayo de 1317 consagrado-24 de agosto de 1318 falleció)
- Stephen Gravesend † (14 de enero de 1319 consagrado-8 de abril de 1338 falleció)
- Richard Bintworth † (12 de julio de 1338 consagrado-8 de diciembre de 1339 falleció)
- Ralph Stratford † (12 de marzo de 1340 consagrado-7 de abril de 1354 falleció)
- Michael Northburgh † (7 de mayo de 1354-9 de septiembre de 1361 falleció)
- Simon Sudbury † (22 de octubre de 1361-4 de mayo de 1375 nombrado arzobispo de Canterbury)
- William Courtenay † (12 de septiembre de 1375-9 de septiembre de 1381 nombrado arzobispo de Canterbury)
- Robert Braybrooke † (5 de enero de 1382-28 de agosto de 1404 falleció)
  - Thomas Langley † (octubre-diciembre de 1404) (obispo electo)
- Roger Walden † (10 de diciembre de 1404-6 de enero de 1406 falleció)
- Nicholas de Bubwith † (14 de mayo de 1406-22 de junio de 1407 nombrado obispo de Salisbury)
- Richard de Clifford † (27 de junio de 1407-20 de agosto de 1421 falleció)
- John Kemp † (17 de noviembre de 1421-20 de julio de 1425 nombrado arzobispo de York)
- William Grey † (30 de julio de 1425-30 de abril de 1431 nombrado obispo de Lincoln)
- Robert FitzHugh † (30 de abril de 1431-15 de enero de 1436 falleció)
- Robert Gilbert † (21 de mayo de 1436-22 de junio de 1448 falleció)
- Thomas Kempe † (26 de agosto de 1448-28 de marzo de 1489 falleció)
- Richard Hill † (21 de agosto de 1489-20 de febrero de 1496 falleció)
- Thomas Savage † (3 de agosto de 1496-18 de enero de 1501 nombrado arzobispo de York)
- William Warham † (20 de octubre de 1501-29 de noviembre de 1503 nombrado arzobispo de Canterbury)
- William Barons † (2 de agosto de 1504-10 de octubre de 1505 falleció)
- Richard FitzJames † (5 de junio de 1506-15 de enero de 1522 falleció)
- Cuthbert Tunstall † (10 de septiembre de 1522-21 de febrero de 1530 nombrado obispo de Durham)
- John Stokesley † (28 de marzo de 1530-3 de noviembre de 1534 pasó a ser cismático anglicano al aprobarse el Acta de Supremacía)
  - John Stokesley † (3 de noviembre de 1534-8 de septiembre de 1539 falleció) (obispo cismático anglicano)
  - Edmund Bonner † (20 de octubre de 1539-1 de abril de 1549 destituido) (obispo cismático anglicano)
  - Nicholas Ridley † (1 de abril de 1550-julio de 1553 destituido) (obispo cismático anglicano)
- Edmund Bonner † (5 de septiembre de 1553-29 de mayo de 1559 destituido)[nota 1] (por segunda vez)